# Ивановское (Воскресенское сельское поселение)
Ивановское — опустевшая деревня в Любимском районе Ярославской области России. В рамках административно-территориального устройства входит в Воскресенский сельский округ Любимского района, в рамках организации местного самоуправления включается в Воскресенское сельское поселение.

## География
Находится на расстоянии 16,7 км в юго-восточном направлении от Любима.

## Население
| 1859 | 1914 | 2002 | 2007 | 2010 |
| ---- | ---- | ---- | ---- | ---- |
| 70   | ↗73  | ↘3   | ↘2   | ↘0   |

## История
Близ деревни на Мантеевском погосте было две церкви: Георгиевская и Успенская. Каменная Георгиевская церковь построена в 1840 году на средства прихожан. Успенская церковь построена в 1830 году с престолами Успения Божьей Матери, Святых Апостолов Петра и Павла, Св. и Чудотворца Николая. 
В конце XIX — начале XX века деревня входила в состав Осецкой волости (позже — в составе Ескинской волости) Любимского уезда Ярославской губернии.
С 1929 года село входило в состав Дмитриковского сельсовета Любимского района, с 1954 года — в составе Митинского сельсовета, в 1980-х годах — в составе Воскресенского сельсовета, с 2005 года — в составе Воскресенское сельское поселение.

## Достопримечательности
Близ деревни в урочище Мантеево расположена недействующая Церковь Георгия Победоносца (1840).

## Транспорт
Просёлочная дорога от региональной автодороги 78Н-0316.